# Гамалія Андрій Андрійович
Андрій Андрійович Гамалія (*? —19 березня 1706) — військовий діяч Гетьманщини, бунчуковий товариш у Лубенському полку.

## Життєпис
Походив з козацько-старшинського роду Гамалій. Старший син Андрій Гамалія, генерального осавула, та Анастасії Миклашевської.
Замолоду долучився до військової справи. Звитяжив в Чигиринських походах 1677—1678 років та Кримських походах 1687 і 1689 років. Стає бунчуковим товаришем в Лубенському полку. 20 вересня 1690 року отримав царську жалувану грамоту на с. Середину Буду в Стародубському полку, якою був затверджений гетьманський універсал 1689 року. За
служби батька і свої отримав універсал на с. Юдинів Бакланській сотні Стародубського полку.
Брав участь у Великій північній війні. У 1706 році під час бою зі шведами та прихильниками Станіслава Лещинського біля Несвіжу Андрій Гамалія загинув.